# Jacek Licznerski
Jacek Licznerski (ur. 24 stycznia 1965) – polski lekkoatleta specjalizujący się w biegach sprinterskich.
Czterokrotny medalista mistrzostw Polski (w latach 1985–1986). Dwukrotny mistrz kraju w hali na dystansie 200 metrów. W 1986 startował bez powodzenia w halowych mistrzostwach Europy w Madrycie. Kilkukrotny reprezentant kraju w meczach międzypaństwowych. Startował w barwach Startu Elbląg i Legii Warszawa. Rekordy życiowe: bieg na 100 m – 10,59 (16 czerwca 1986, Warszawa); bieg na 200 m – w hali 21,26 (1986) i na stadionie 21,15 (28 lipca 1985, Warszawa). 
Brat Zenona – olimpijczyka.